# 바보라 모리스
바보라 모리스(Barboura Morris, 1932년 10월 22일 ~ 1975년 10월 23일)는 미국의 배우, 영화배우이다.

## 영화
- 환각특급 (1967년)
- 와일드 엔젤 (1966년)
- 유령 출몰지 (1963년)
- X-레이 눈을 가진 사나이 (1963년)
- 아틀라스(영어판) (1961년)
- 버켓 오브 블러드 (1959년)
- 말벌 여자 (1959년)
- 기관총 켈리 (1958년)
- 십대 혈거인 (1958년)
- 록 올 나이트 (1957년)
- 틴에이지 인형 (1957년)